# Carin Hjulström
Carin Astrid Maria Hjulström Livh, född Hjulström den 31 augusti 1963 i Vasa församling i Göteborg, är en svensk journalist, författare och programledare.

## Biografi

### Uppväxt
Carin Hjulström, som är uppvuxen i Örgryte i Göteborg, är dotter till skådespelaren och regissören Lennart Hjulström och Ulla Söderdal Hjulström samt sondotter till Filip Hjulström; hon är vidare syster till skådespelaren Niklas Hjulström. Hon var 1990–2007 gift med radiomannen Stefan Livh (född 1957).
Som 12-åring hade hon huvudrollen i radions julkalender Frida och farfar. På gymnasiet gick hon naturvetenskaplig linje. Efter föräldrarnas skilsmässa bodde hon med sin bror Niklas Hjulström i en lägenhet. Båda medverkade i gruppen Art som deltog i Rock-SM 1982 men inte kom bland de tre främsta. Rockgruppen Europe vann.

### Karriär
Carin Hjulström sökte till både journalisthögskolan och läkarlinjen och kom in på båda utbildningarna. Hon valde journalistiken och har bland annat arbetat som reporter på Göteborgs-Tidningen och Aftonbladet. 1987–1989 var hon programledare på TV för musikprogrammet Gig. Hon har efter det gjort program som Fredagsexter (1989), Melodifestivalen 1990, Mun över bord, frågesporten Moder Svea, Hon & han ihop med Paolo Roberto, Carin med C, TV-huset samt Carin 21:30.
Hon har även arbetat på produktionsbolaget MTV Produktion som programutvecklare, manusförfattare och informationschef. Där kläckte hon idén till dramaserien Sjätte dagen. Hon har också stått på scenen i föreställningen Fredag varje dag och sjungit egna låtar.
Carin Hjulström lanserade sin debutroman Finns inte på kartan på bokmässan hösten 2009.

### Frida Fors
- 2009 – Finns inte på kartan (Forum)
- 2010 – Hitta vilse (Forum)
- 2016 – Kärlek sökes (Forum)
- 2017 – Lust och längtan (Forum)
- 2019 – På en ny nivå (Forum)

### Säbyholms Gröna Fingrar
- 2020 – Bara ett litet mord (Säbyholms gröna fingrar del 1) (deckare, Forum)
- 2020 – Knappt en droppe blod (Säbyholms gröna fingrar del 2) (deckare, Forum)
- 2021 – Ett lik för mycket (Säbyholms gröna fingrar del 3) (deckare, Forum)
- 2022 – När snön faller vit (Säbyholms gröna fingrar del 4) (deckare, Forum)
- 2023 – Med döden som gäst (Säbyholms gröna fingrar del 5) (deckare, Forum)
- 2024 – Offer i frack (Säbyholms gröna fingrar del 6) (deckare, Forum)
- 2025 - Ett orimligt straff (Säbyholms gröna fingrar del 7) (deckare, Forum)

### Barnböcker
- 2019 – Världens första människa (Bonnier Carlsen)

## Filmografi
- 1975 – Gyllene år (TV-serie)

## Priser och utmärkelser
- 2009 – Studieförbundet Vuxenskolans författarpris